# Руссу, Ион Николаевич
Ион Николаевич Руссу (рум. Ion Russu; род. 16 июля 1941, с. Новые Фалешты, Молдавская ССР, СССР) — молдавский политический и государственный деятель, дипломат. Министр сельского хозяйства и перерабатывающей промышленности Республики Молдова (1999—2001). Народный депутат СССР (1989—1991). Чрезвычайный и полномочный посол Республики Молдова в Украине (1994—1998).

## Биография
Родился 16 июля 1941 года в селе Новые Фалешты (Бельцовский район). В 1969 году окончил Херсонский сельскохозяйственный институт. Окончил Высшую партийную школу при ЦК Компартии Украины.
С 1969 года — работал агрономом колхоза им. Ленина. С 1969 года — председатель колхоза им. Жданова (Тирасполь). В 1973—1976 гг.- председатель колхоза им. Ленина (с. Чобручи, Слободзея). С 1976 года — председатель Слободзейского Совета колхозов. В 1979—1984 гг. — первый секретарь Суворовского райкома Компартии Молдавии. В 1984—1990 гг. — первый секретарь Слободзейского райкома Компартии Молдавии. Народный депутат СССР от Слободзейского национально-территориального избирательного округа № 280 Молдавская ССР. В 1990—1991 гг. — заведующий отделом ЦК Компартии Молдовы. В 1991 году — председатель комиссии Правительства Республики Молдова по проблемам Приднестровья. В 1994—1998 гг. — чрезвычайный и полномочный посол Республики Молдова в Украине. С 21 декабря 1999 по 19 апреля 2001 года — министр сельского хозяйства и перерабатывающей промышленности Республики Молдова. Директор проекта Международный фонд развития сельского хозяйства (IFAD).

## Автор трудов
- Партийные организации и научно-технический прогресс на селе / И. Н. Руссу, 61,[2] с. 20 см, М. Политиздат 1988[2]